# Етномузеологія
Етномузеологія — це наука про музеї та музейне кураторство в контексті культури та культурних традицій їх колекцій. Це міждисциплінарна галузь, що поєднує в собі музеєзнавство, антропологію, етнографію та часто різні образотворчі мистецтва.

## Огляд
Як зазначила Мойра Сімпсон, «Етномузеологія — це галузь науки, яка стосується культурно відповідного музейного кураторства та збереження етнографічних матеріалів із застосуванням методів, які відображають соціальні, культурні, духовні чи релігійні аспекти об'єктів». Музей, що слідує принципам етномузеології, зазвичай зберігає та представляє артефакти в традиційному для їхнього етнологічного походження стилі, пов'язуючи музей із ритуалами та спільнотами, про які йде мова. Це може доповнювати західні музейні практики, які часто акцентують увагу на матеріальній складовій експонатів. Етномузеологія також включає постійний діалог між музейними адміністраторами та представниками культур, які представлені в колекціях. Encyclopedia of Global Archaeology називає етномузеологію «більш цілісним» підходом до інтерпретації культурної спадщини.

## Історія
Термін «етномузеологія» вперше з'явився в Румунії та Чехословаччині в 1980-х роках, де він описував використання артефактів із сільського життя для «[надання] доказів автентичних форм культури». Варіант, «etnomuseologia», був використаний у 1994 році румунським антропологом Бертом Г. Рібейро для опису роботи Museu Paraense Emílio Goeldi в Белені, Бразилія. У Белемі куратори працювали безпосередньо з амазонськими індіанцями в безперервному діалозі, щоб створити експонати, пов'язані з культурою, яку вони задокументували.
Сьогодні ряд музеїв вважаються послідовниками етномузеологічного методу, включаючи Національний музей американських індіанців у Смітсонівському інституті, Музей Алутійк у Кадьяку, Аляска, та Департамент етнології в Музеї Македонії в Скоп'є, Македонія. З 2008 року Університет Масарика в Брно, Чехія, пропонує курс з етномузеології під назвою «MUII165 Практика музеології та етнографії».

## Цитування
1. ↑  Bucur August 2004
2. ↑  Simpson 2007, p. 157
3. ↑  Simpson 2014, pp. 2549—2551
4. ↑  Simpson 2014, p. 2550
5. ↑  Shepard July 2012
6. ↑  Simpson 2014, p. 2551
7. ↑  Peter Namicev 1994, pp. 179—184
8. ↑  «MUII165 Practice in museology and ethnography»